# Beurizot
Beurizot est une commune française située dans le département de la Côte-d'Or, en région Bourgogne-Franche-Comté Ce village compte 122 habitants et possède plusieurs hameaux : Verchisy, Lée, Lignières, Les Thillots, Saint-Beury et le Moulin Matout.

## Géographie
Beurizot se situe en région Bourgogne-Franche-Comté, dans le département de la Côte-d'Or.

### Climat
Pour des articles plus généraux, voir Climat de la Bourgogne-Franche-Comté et Climat de la Côte-d'Or.
En 2010, le climat de la commune est de type climat des marges montargnardes, selon une étude du Centre national de la recherche scientifique s'appuyant sur une série de données couvrant la période 1971-2000. En 2020, Météo-France publie une typologie des climats de la France métropolitaine dans laquelle la commune est exposée à un climat océanique altéré et est dans la région climatique  Lorraine, plateau de Langres, Morvan, caractérisée par un hiver rude (1,5 °C), des vents modérés et des brouillards fréquents en automne et hiver. 
Pour la période 1971-2000, la température annuelle moyenne est de 10,6 °C, avec une amplitude thermique annuelle de 17,1 °C. Le cumul annuel moyen de précipitations est de 893 mm, avec 12,5 jours de précipitations en janvier et 8,2 jours en juillet. Pour la période 1991-2020, la température moyenne annuelle observée sur la station météorologique de Météo-France la plus proche, « Pouilly-en-Aux_sapc », sur la commune de Pouilly-en-Auxois à 11 km à vol d'oiseau, est de 10,7 °C et le cumul annuel moyen de précipitations est de 859,1 mm,. Pour l'avenir, les paramètres climatiques de la commune estimés pour 2050 selon différents scénarios d'émission de gaz à effet de serre sont consultables sur un site dédié publié par Météo-France en novembre 2022.

## Urbanisme

### Typologie
Au 1er janvier 2024, Beurizot est catégorisée commune rurale à habitat dispersé, selon la nouvelle grille communale de densité à 7 niveaux définie par l'Insee en 2022.
Elle est située hors unité urbaine et hors attraction des villes,.

### Occupation des sols
L'occupation des sols de la commune, telle qu'elle ressort de la base de données européenne d’occupation biophysique des sols Corine Land Cover (CLC), est marquée par l'importance des territoires agricoles (87,5 % en 2018), une proportion identique à celle de 1990 (87,5 %). La répartition détaillée en 2018 est la suivante : prairies (57,7 %), terres arables (26,5 %), forêts (12,5 %), zones agricoles hétérogènes (3,4 %). L'évolution de l’occupation des sols de la commune et de ses infrastructures peut être observée sur les différentes représentations cartographiques du territoire : la carte de Cassini (XVIIIe siècle), la carte d'état-major (1820-1866) et les cartes ou photos aériennes de l'IGN pour la période actuelle (1950 à aujourd'hui).

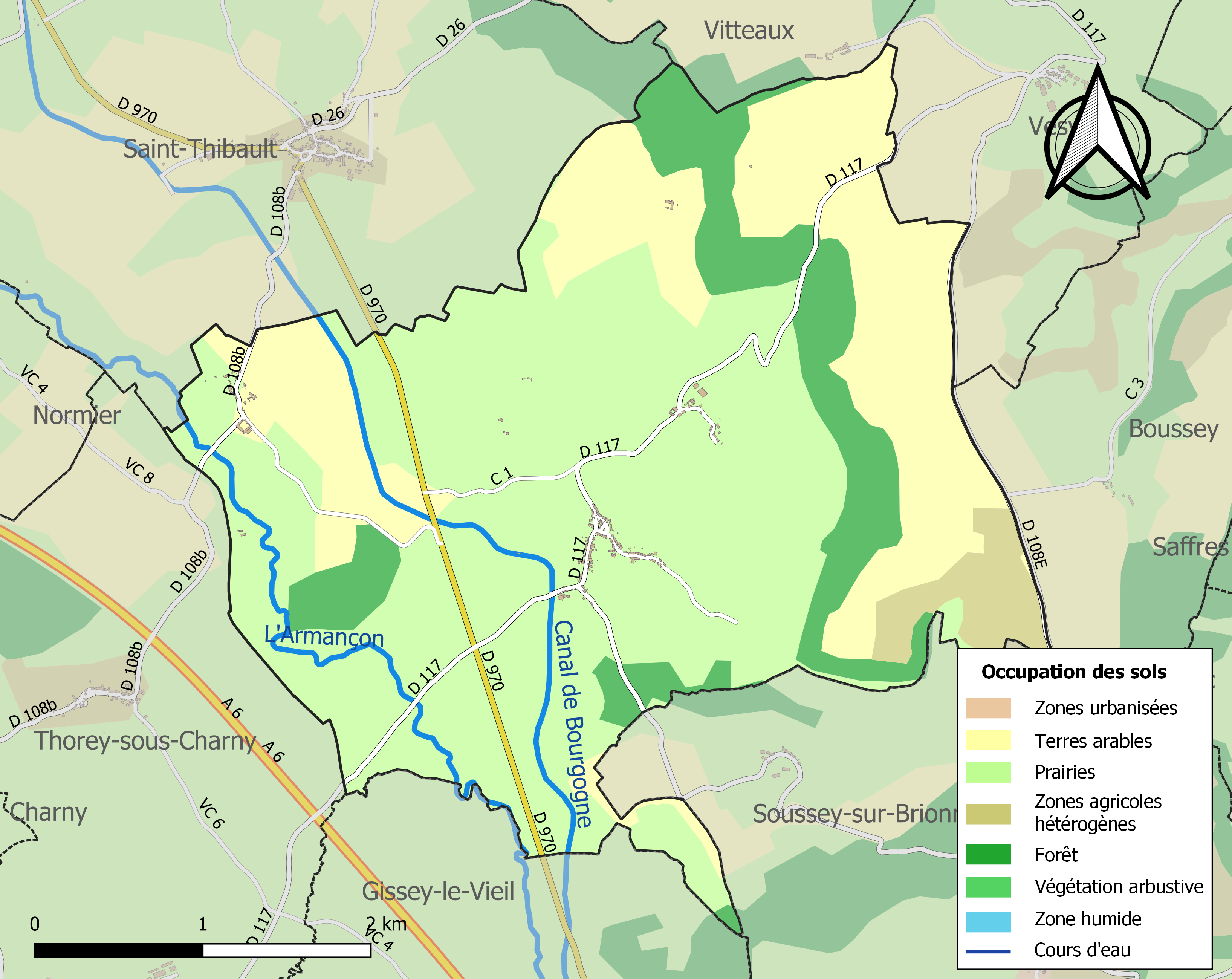
Carte des infrastructures et de l'occupation des sols de la commune en 2018 (CLC).

## Histoire
M. Cazet, instituteur à Beurizot au tournant du XXe siècle, a récolté sur la commune plusieurs hachettes polies dont une extrêmement rare en jade (les gisements connus les plus proches sont dans les Alpes italiennes).
Jusqu'en 1792, la paroisse portait le nom de Saint-Beury, Beurizot étant l'un des hameaux dépendant de cette paroisse (comme aussi Lée, le Moulin Matout, Verchizy, les Thillots et Lignières).
Dès la période révolutionnaire de la Convention nationale (nivôse an II // décembre 1793), la commune créée porte le nom de Bellevue-sur-Armançon. Elle reprend le nom de Saint-Beury en septembre 1802.
La commune a adopté son nom actuel par décret du 23 mai 1889 pris par le président Sadi Carnot et notifié le 11 juin 1889.
Une gare ferroviaire a fonctionné sur la commune de 1891 à 1953 située sur la ligne d'Êpinac-les-mines à Pouillenay.

## Politique et administration

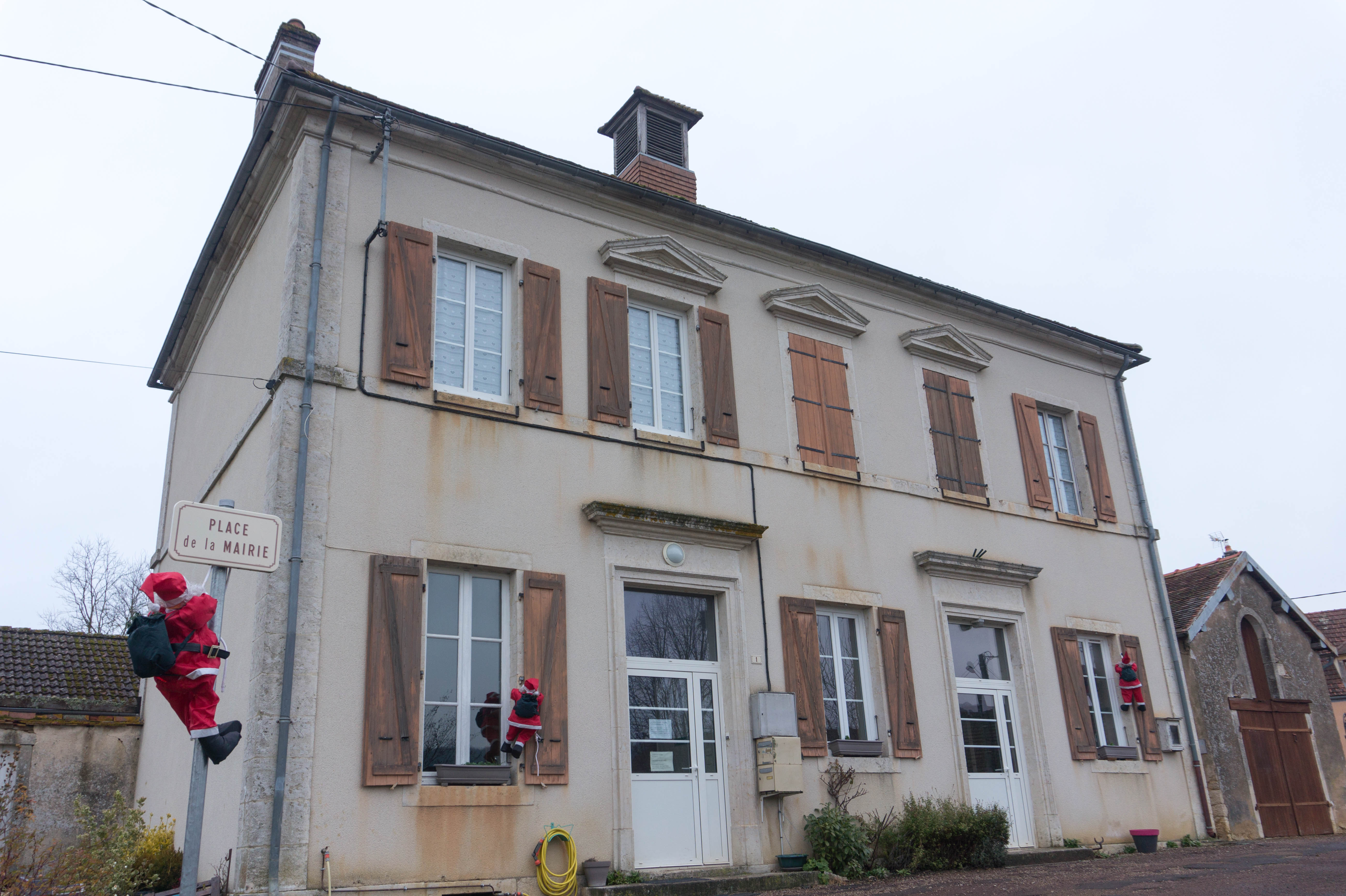
Mairie de Beurizot.

| Période                                  | Période   | Identité           | Étiquette | Qualité     |
| ---------------------------------------- | --------- | ------------------ | --------- | ----------- |
| 1851                                     | 1861      | Jacques Marchant   |           |             |
| 1861                                     | 1871      | Philippe Drouhin   |           |             |
| 1871                                     | 1876      | Arnoult Courtois   |           |             |
| 1876                                     | 1878      | Augustin Gagey     |           |             |
| 1878                                     | 1884      | Antoine Cœur       |           |             |
| 1884                                     | 1888      | Stéphane Baudouin  |           |             |
| 1888                                     | 1892      | Philippe Drouhin   |           |             |
| 1892                                     | 1909      | Stéphane Baudouin  |           |             |
| 1909                                     | 1913      | Joseph Rolland     |           | Agriculteur |
| 1913                                     | 1919      | Alphonse Vermorel  |           | Médecin     |
| 1919                                     | 1959      | Marcel Gagey       |           | Agriculteur |
| 1959                                     | 1979      | Jacques Rolland    |           | Agriculteur |
| 1979                                     | 1983      | Paul Briottet      |           | Agriculteur |
| 1983                                     | 1995      | Robert Jeannin     |           | Agriculteur |
| mars 1995                                | mars 2014 | Hugues Baudvin     |           |             |
| mars 2014                                | en cours  | Christine Bosselet | SE        | Cadre       |
| Les données manquantes sont à compléter. |           |                    |           |             |

## Démographie
L'évolution du nombre d'habitants est connue à travers les recensements de la population effectués dans la commune depuis 1793. Pour les communes de moins de 10 000 habitants, une enquête de recensement portant sur toute la population est réalisée tous les cinq ans, les populations de référence des années intermédiaires étant quant à elles estimées par interpolation ou extrapolation. Pour la commune, le premier recensement exhaustif entrant dans le cadre du nouveau dispositif a été réalisé en 2007.

En 2022, la commune comptait 112 habitants, en évolution de −7,44 % par rapport à 2016 (Côte-d'Or : +0,82 %, France hors Mayotte : +2,11 %).
| 1793 | 1800 | 1806 | 1821 | 1831 | 1836 | 1841 | 1846 | 1851 |
| ---- | ---- | ---- | ---- | ---- | ---- | ---- | ---- | ---- |
| 525  | 400  | 484  | 484  | 484  | 456  | 465  | 461  | 452  |

| 1856 | 1861 | 1866 | 1872 | 1876 | 1881 | 1886 | 1891 | 1896 |
| ---- | ---- | ---- | ---- | ---- | ---- | ---- | ---- | ---- |
| 457  | 414  | 363  | 370  | 390  | 364  | 407  | 378  | 371  |

| 1901 | 1906 | 1911 | 1921 | 1926 | 1931 | 1936 | 1946 | 1954 |
| ---- | ---- | ---- | ---- | ---- | ---- | ---- | ---- | ---- |
| 326  | 283  | 250  | 228  | 189  | 193  | 180  | 181  | 173  |

| 1962 | 1968 | 1975 | 1982 | 1990 | 1999 | 2006 | 2007 | 2012 |
| ---- | ---- | ---- | ---- | ---- | ---- | ---- | ---- | ---- |
| 174  | 165  | 112  | 76   | 97   | 110  | 114  | 114  | 121  |

| 2017 | 2022 | - | - | - | - | - | - | - |
| ---- | ---- | - | - | - | - | - | - | - |
| 121  | 112  | - | - | - | - | - | - | - |

## Culture locale et patrimoine

### Lieux et monuments

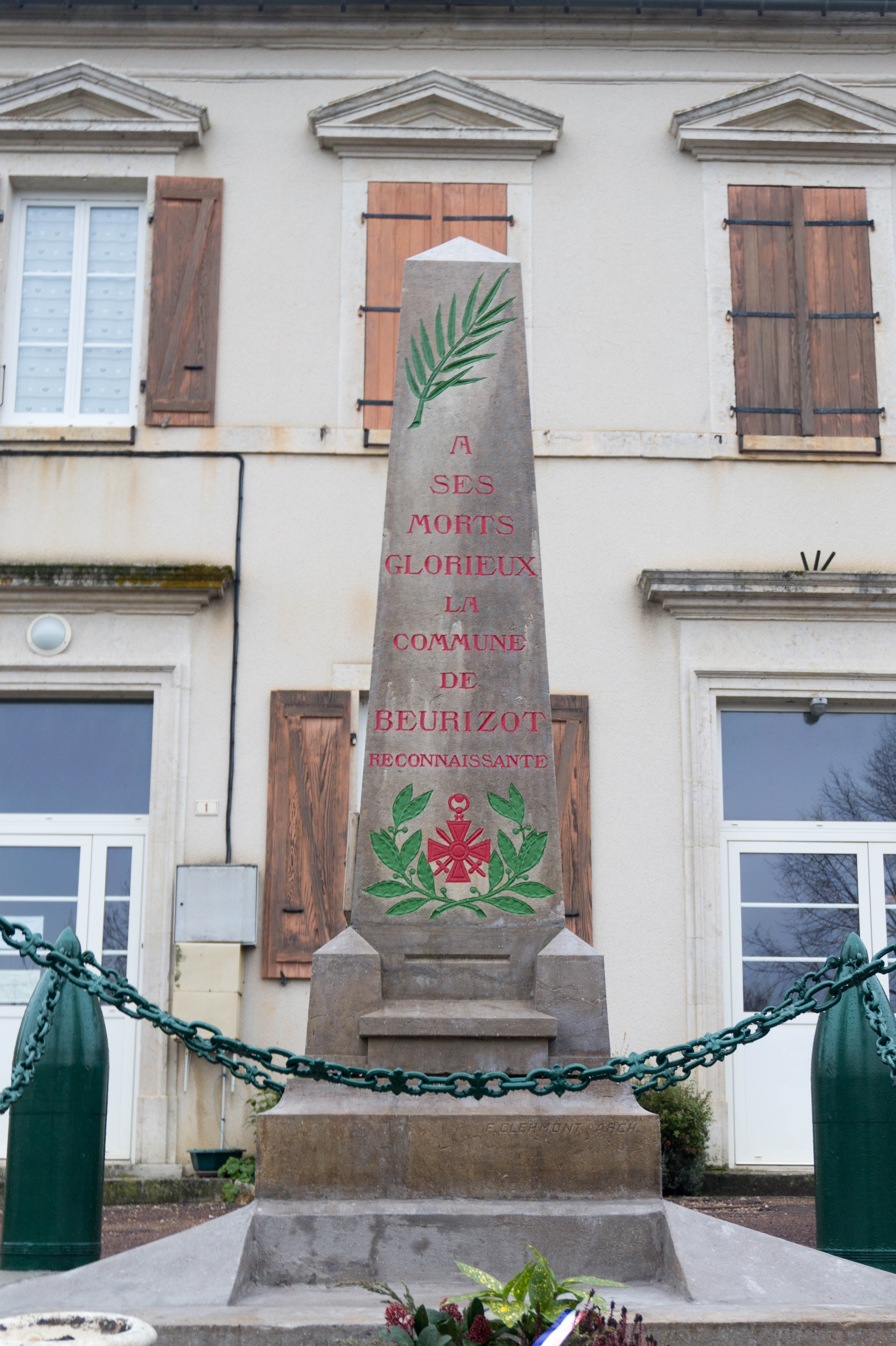
Monument aux morts.
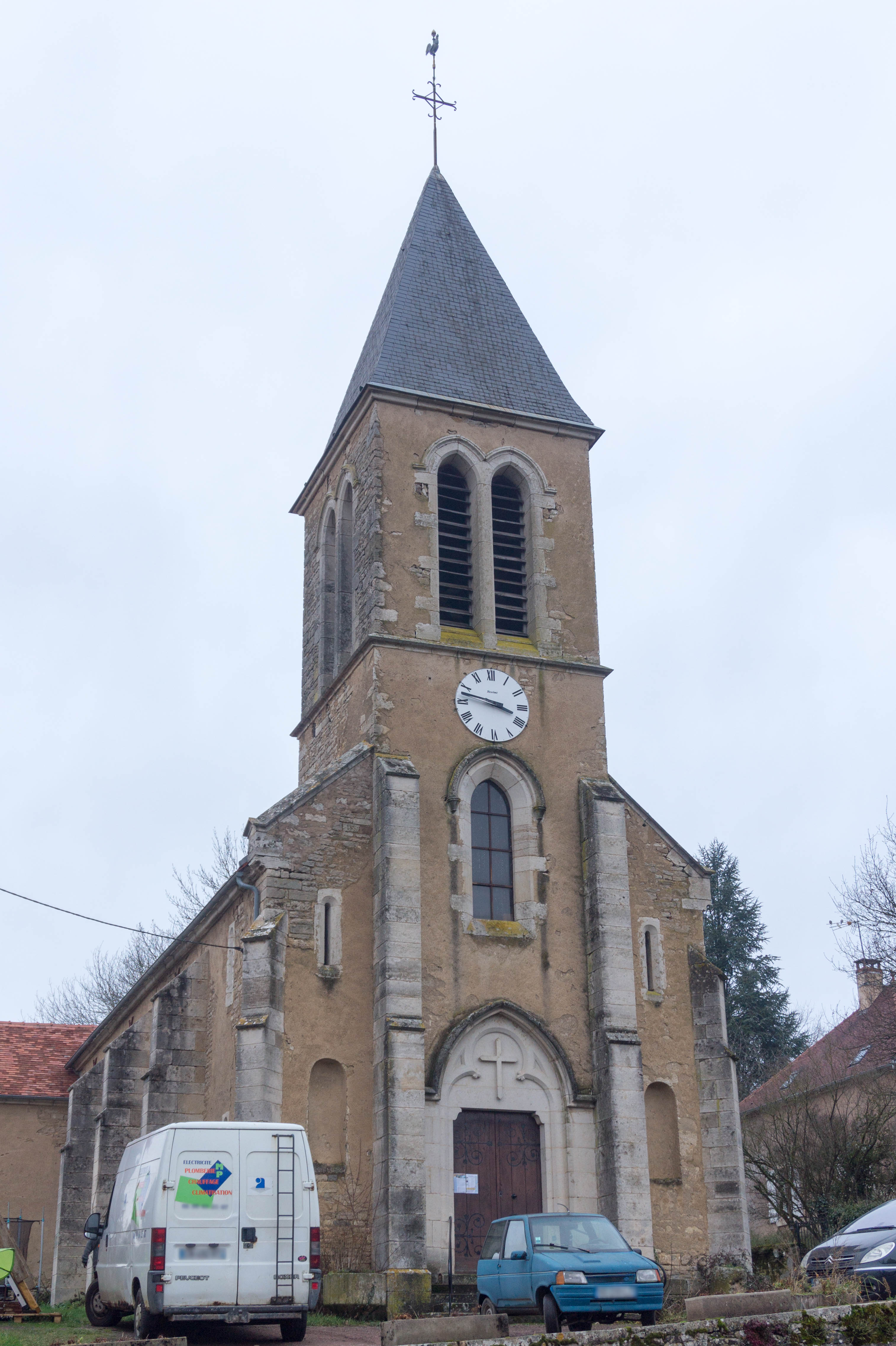
Église Saint-Baudry.

Un pigeonnier carré couvert en lave surmonté d'un clocheton est situé à côté de la mairie.
On peut constater la présence d'un ancien château XIIe siècle en ruine situé sur la colline Saint-Beury où pour seul vestige il ne reste qu'un vieux mur. Ici se dressait autrefois le village de Saint-Baudry. Détruit, il a été reconstruit à l'emplacement du hameau de Beurizot dont il prit le nom en 1889.
Présence d'un ancien château datant du XVIe siècle et remanié. Il est entouré de trois tours rondes, accompagné d'une chapelle néogothique et de deux colombiers ronds. Il est situé au hameau de Verchisy.
Une ancienne ferme seigneuriale datant du XVe siècle est située au hameau de Lignières. Elle aurait servi en 1530 de refuge au seigneur de Saint-Beury après qu'il a connu la destruction de son château.

### Héraldique
| Blason de Beurizot | Blason  | Écartelé : aux 1er et 4e d'azur à deux chiens braques arrêtés d'argent l'un au-dessus de l'autre, aux 2e et 3e d'azur semé de molettes d'or, à un lion du même. |
| Blason de Beurizot | Détails | Armes de la famille de Brachet, qui donna d'anciens seigneurs du lieu. Le statut officiel du blason reste à déterminer.                                         |